# Lampertheim
Lampertheim este un oraș din landul Hessa, Germania.